# Gérard Bélivaud
Pas d'image ? Cliquez ici

a Compétitions nationales et continentales officielles uniquement.

b Matchs officiels uniquement.
Gérard Bélivaud, né le 21 décembre 1935 à Roanne et mort le 23 mai 2017 à Saint-Étienne, est un joueur et entraîneur français de rugby à XIII

## Palmarès
- Collectif :
  - Vainqueur de la coupe de France : 1962 (Roanne).

### Équipe de France
- International (2 sélections)